# Piața Sfântul Gheorghe din Timișoara
Piața Sfântul Gheorghe este o mică piață urbană din centrul istoric al Timișoarei. Locul era cunoscut în trecut drept Piața Seminarului; aici a existat o biserică catolică, care mai târziu a devenit moschee în timpul ocupației otomane, iar după instalarea administrației austriece clădirea a fost predată iezuiților care au deschis o nouă biserică, cu hramul Sfântul Gheorghe. Înconjurată de clădiri impunătoare, piața a fost multă vreme centrul spiritual, financiar și cultural al cetății Timișoarei.

## Istorie
Piața Sf. Gheorghe este cea mai mică dintre toate cele trei piețe din centrul istoric al Timișoarei. Precursoarea pieței de astăzi a fost construită în jurul Bisericii Iezuiților în secolul al XVIII-lea, sub numele de Piața Iezuiților, și avea o formă neregulată. Laturile sale s-au conformat noii organizări stradale, dar orientarea bisericii pe diagonală a dus la formarea a două piețe triunghiulare, când actualul cartier Cetate a fost reconstruit complet de austrieci. Străzile au fost amenajate după un plan rectangular, cu o nouă orientare, iar cea a clădirilor noi a fost, la rândul lor, diferită de cele construite în epocile anterioare. De-a lungul timpului, piața a purtat diverse denumiri: Sankt-Georgs-Platz, Szent György tér, Ion C. Brătianu sau Vasile Roaită în anii comunismului.
Aici a existat o biserică catolică, menționată pentru prima dată în secolul al XV-lea, în timpul Regatului Ungariei. A fost transformată în moschee în timpul Pașalâcului Timișoarei. După instaurarea administrației austriece, clădirea a fost predată iezuiților (ajunși la Timișoara în 1718) și redeschisă ca biserică, după reparații și o reabilitare majoră care i-au conferit un stil baroc; în cele din urmă, vechea clădire a trebuit demolată (în 1739) fiind construită o nouă biserică. Între timp, ordinul iezuit a fost dizolvat în 1773. Complexul bisericesc a fost completat ulterior cu o Casă iezuită. În această clădire a funcționat din 1806 Seminarul Teologic Romano-Catolic, prima instituție de învățământ superior din Timișoara. De asemenea, între 1845 și 1848, casa a găzduit prima facultate de drept și filosofie din Banat. Ambele clădiri au fost demolate între 1913 și 1914. În locul lor, Josef Kremer Jr. a proiectat Palatul Szana. 
Demolarea bisericii a fost justificată de intenția de a lărgi axa est-vest a cetății, autoritățile locale având un plan de extindere a orașului, organizat de arhitecții Emil Szilárd și Josef Briger, care includea un bulevard larg, din Mehala în Fabric, impus de circulația tot mai intensă dar și de tendința de modernizare a orașului, care a culminat cu defortificarea acestuia.
Acesta includea și o reorganizare a Pieței Sfântul Gheorghe, prin construirea a două clădiri în oglindă, care erau despărțite de o nouă biserică.

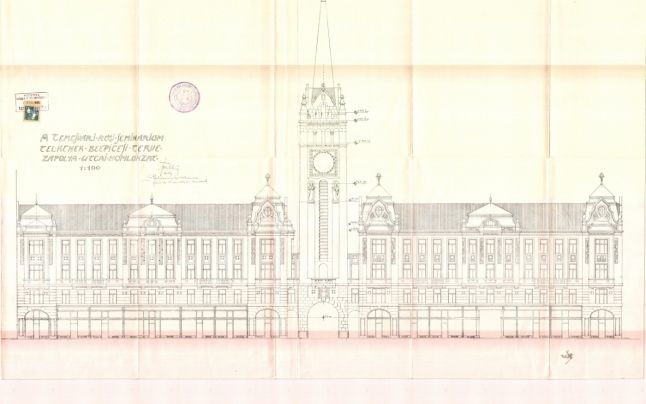
Planul reorganizării Pieței Sfântul Gheorghe, 1914

Planul nu a mai fost pus în aplicare din pricina începerii Primului Război Mondial și a efectelor de după incheierea acestuia, Timișoara trecând de la Austro-Ungaria la România.

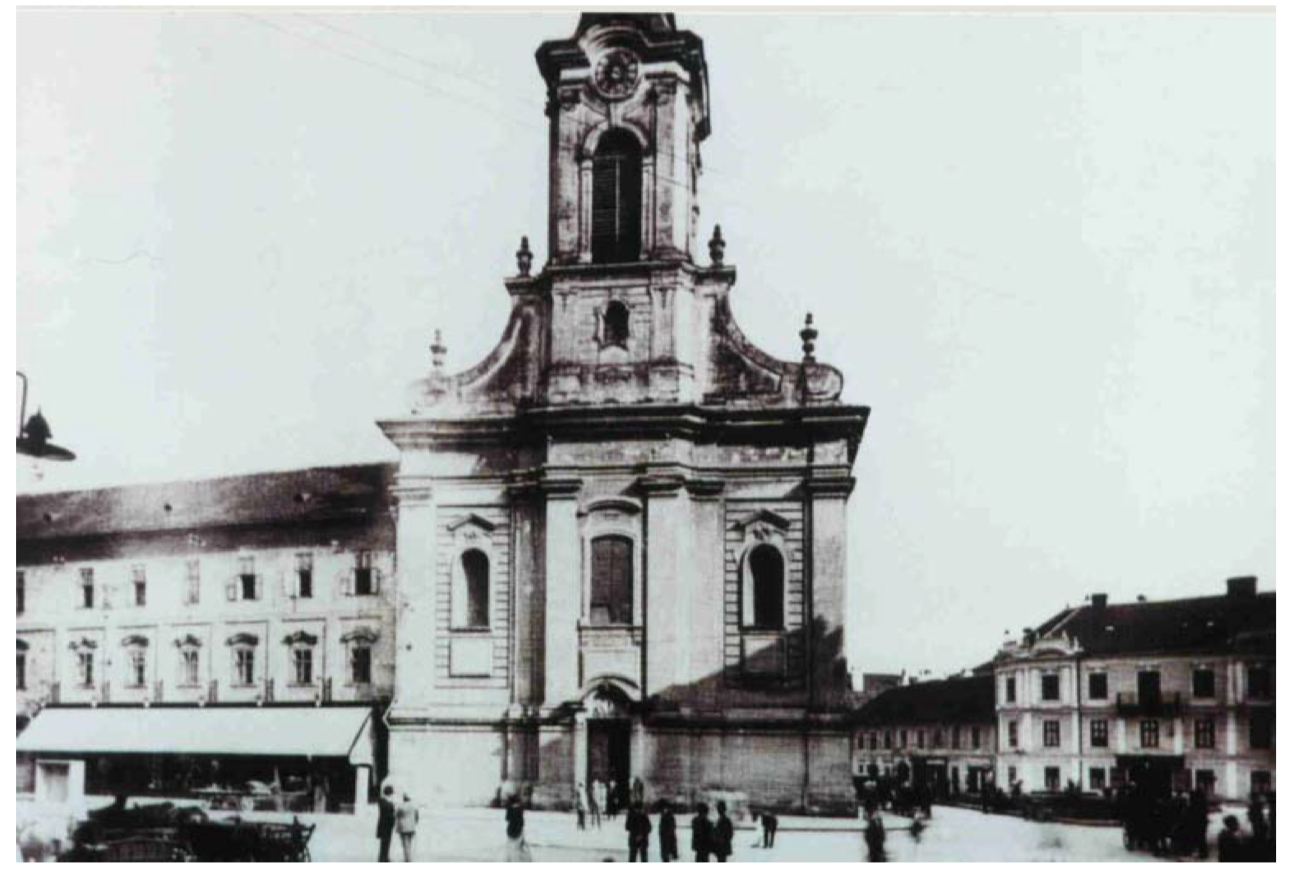
Biserica Sfântul Gheorghe; sfârșitul secolului al XIX-lea - începutul secolului al XX-lea

Astăzi găzduiește mai multe instituții de cultură, precum și filiale ale Uniunii Scriitorilor din România și a Băncii Transilvania. Primul palat bancar din oraș a fost construit pe latura de vest a pieței în 1855, când a devenit sediul Primei Case de Economii (germană Erste Temeswarer Sparkassa). Casa Klapka-Kossak, unde s-a aflat primul observator meteorologic din Timișoara (1783–1803) și apoi unul dintre cele mai mari și mai moderne studiouri fotografice din imperiu, deținut de Josef Kossak-Bohr (1885–1922), se învecinează cu piața la est. Inițial, s-a dorit și construcția unui hotel, dar în timpul asediului revoluționarilor pașoptiști asupra cetății, construcția s-a prăbușit, ucigând doi muncitori.
În Piața Sfântul Gheorghe, primul tramvai tras de cai de pe teritoriul actual al României a fost pus în mișcare în iulie 1869. Aici urma să fie capătul liniei care lega cartierele Cetate și Fabric. Ulterior, a fost dată în folosință o a doua linie, care pleca din Piața Sfântul Gheorghe, ocolea cetatea și ajungea la gară prin cartierul Iosefin.
În 1996, în centrul pieței a fost ridicată o statuie ecvestră a Sfântului Gheorghe care luptă cu balaurul. Realizată de sculptorița Silvia Radu, monumentul comemorează copiii uciși în timpul Revoluției din 1989. În 2015, piața a fost remodelată ca amfiteatru unde au fost expuse zidurile bisericii iezuiților și fragmente din fosta moschee.